# Gaesischia patellicornis
Gaesischia patellicornis là một loài Hymenoptera trong họ Apidae. Loài này được Ducke mô tả khoa học năm 1911.